# 大不苏泡
大不苏泡是一个位于中国吉林省松原市的盐湖，面积约为37.72平方千米，属于东北平原。它的一级流域为黑龙江流域，二级流域为松花江水系。